# منشأة علوية
قرية منشأة علوية هي إحدى القرى التابعة لمركز أبو المطامير في محافظة البحيرة في جمهورية مصر العربية. حسب إحصاءات سنة 2006، بلغ إجمالي السكان في منشأة علوية 16562 نسمة، منهم 8032 رجل و8530 امرأة.